# Marie Chartres
Marie Chartres est une romancière jeunesse française née en 1977 en Loire-Atlantique.

## Biographie

### Carrière
Marie Chartres commence sa carrière en étant bibliothécaire à la médiathèque de Châteaubriant où elle anime des rencontres littéraires.
Dès la fin des années 2000, elle commence à écrire. Son premier roman Bleu de Rose sort en 2009.
En 2014, son livre Comme un feu furieux est sélectionné pour le prix A-fictionados du salon du livre d’Alençon.
En 2016, Marie Chartres publie Les petits orages à L'École des loisirs. Le livre est nommé au prix Sorcières 2017 dans la catégorie Romans ados.  
En 2018 sort un roman ado illustré par Jean-Luc Englebert, Un caillou dans la poche.   
En 2020, elle publie un roman pour les plus de 13 ans, L’Âge des possibles. Il est en lice pour le prix Vendredi 2020. Le roman raconte l'histoire de trois adolescents Amish qui découvrent la vie moderne à Chicago. Le lecteur suit à tour de rôle les découvertes de Saul et Rachel, un jeune couple de 17 ans, et de Temple, une jeune fille timide. « C‘est un livre de nerf et de soie, aussi vif que délicat. Sa texture est fine et sa beauté, fragile. Chaque mot est choisi avec soin, au diapason des trois voix qui se succèdent, se mêlent et se répondent. » écrit le journaliste de Télérama Michel Abescat.  
En 2023 sort Histoire de la ville endormie, illustré par Junko Nakamura, destiné aux plus de 5 ans et qui raconte l'histoire d'enfants partant sur les traces d'une ville enfouie sous l'eau il y a fort longtemps. 
Parallèlement, elle est libraire et publie parfois des articles dans des journaux,. 

### Vie privée
Marie Chartres vit à Bruxelles.  

## Œuvre

### Romans ados
- L’Âge des possibles, L'école des loisirs, 2020
- Les petits orages, L'école des loisirs, 2016
- Comme un feu furieux, L'école des loisirs, 2014
- Les nuits d’Ismaël, L'école des loisirs, 2011
- Bleu de rose, L'école des loisirs, 2009

### Albums jeunesse
- Histoire de la ville endormie, illustré par Junko Nakamura, L'école des loisirs, 2023
- Frankie : quel cinéma !,  L'école des loisirs, 2022
- Un caillou dans la poche, illustré par Jean-Luc Englebert, L'école des loisirs, 2018
- Hortensia, L'école des loisirs, 2018
- Les anglaises, L'école des loisirs, 2010